# Marcos Acuña
Marcos Javier Acuña, född 28 oktober 1991, är en argentinsk fotbollsspelare som spelar för Sevilla.

## Klubbkarriär
Den 14 september 2020 värvades Acuña av Sevilla, där han skrev på ett fyraårskontrakt.

## Landslagskarriär
Acuña debuterade för Argentinas landslag den 15 november 2016 i en 3–0-vinst över Colombia, där han blev inbytt i den 85:e minuten mot Ángel Di María. I maj 2018 blev Acuña uttagen i Argentinas trupp till fotbolls-VM 2018.